# Cibele Dorsa
Cibele Dorsa (14 de octubre de 1974 – 26 de marzo de 2011) fue una actriz, modelo y escritora brasileña. Apareció en la portada de abril de 2008 de la edición brasileña de Playboy.

## Biografía
Dorsa tuvo una relación sentimental con el empresario brasileño Fernando Oliva con el que tuvo un hijo llamado Fernando. Después tuvo una segunda relación con el jinete Álvaro de Miranda Neto, que se casaria con Athina Onassis Roussel. Dorsa y Miranda Neto tuvieron una hija llamada Viviane.
El 7 de junio de 2008, Cibele Dorsa tuvo un serio accidente de coche donde falleció el amigo que era el conductor y que a ella le provocó heridas graves. Estuvo un mes en el hospital e inmovilizada durante más de dos meses. Escribió un libro llamado 5:00 da Manhã narrando su trágica experiencia. El título es una referencia sobre la hora en la que ocurrió el accidente.
En 2010, comenzó una nueva relación con el presentador de televisión Gilberto Scarpa. Tenían planeado casarse en abril de 2011 pero Scarpa se suicidó al saltar de su apartamento el 30 de enero de 2011.
Después de la muerte de Scarpa, Cibele dio varias entrevistas detallando lo que pasó esa noche. Según ella, él quería salir a comprar drogas, pero ella no se lo permitía. Para mantenerlo en casa, accedió a hacer un trío con él y otra mujer. Sin embargo, una vez que la mujer estuvo allí, Scarpa se agitó y no la tocó ni a ella ni a Dorsa, diciendo que iba a comprar drogas. Dorsa, molesta, le dijo que su relación se había terminado y que no se iba a casar con él al creer que amaba más a las drogas que a ella. Scarpa dijo que le mostraría cuánto la amaba y saltó por la ventana.

## Muerte
Después de la muerte de Scarpa, Dorsa entró en una depresión muy grave. Dorsa moriría el 26 de marzo de 2011, después de saltarse desde el séptimo piso del apartamento en el distrito de Morumbi, São Paulo. El suicidio se confirmó por los mensajes que dejó en Twitter y por la nota de suicidio que dejó a sus hijos.